# 伊予和気駅
伊予和気駅（いよわけえき）は、愛媛県松山市和気町にある四国旅客鉄道（JR四国）予讃線の駅である。駅番号はY53。駅名標のコメントは勝岡八幡神社「一体走り」の駅。

## 歴史
- 1927年（昭和2年）4月3日：予讃線の伊予北条 - 松山間開業と同時に駅が設置される[3]。
- 1982年（昭和57年）5月15日：井関農機専用線発着車扱貨物の取扱を廃止[3]。
- 1985年（昭和60年）3月14日：荷物扱い廃止[3]。駅員無配置駅となる[4]。
- 1987年（昭和62年）4月1日：国鉄分割民営化により、JR四国の駅となる[3]。
- 1988年（昭和63年）4月11日：旧駅舎が全焼。利用客の煙草の火の不始末が原因とされる。
- 1990年（平成2年）11月21日：現駅舎が完成[5]。

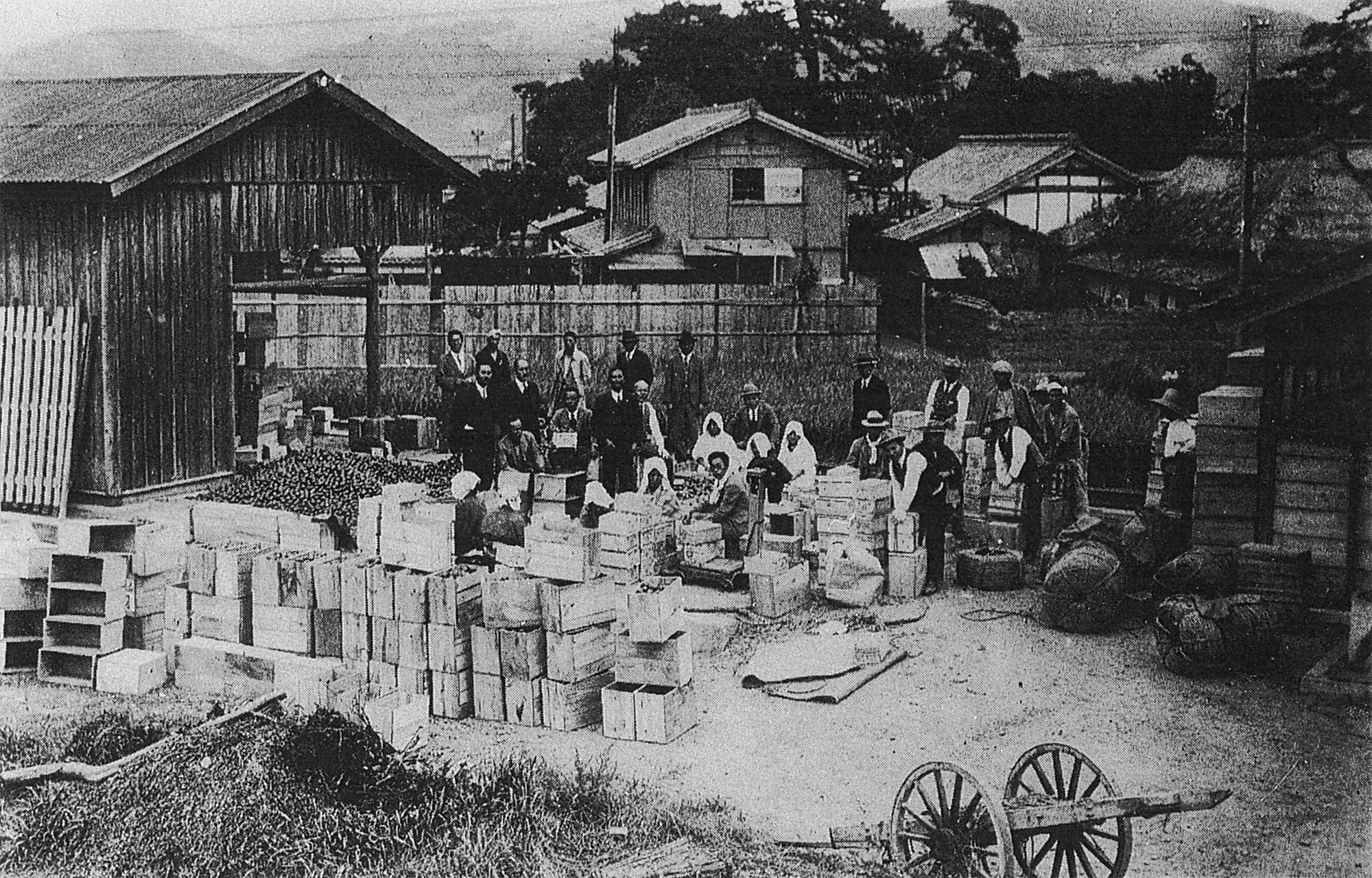
伊予和気駅でのミカン出荷風景（1927年）
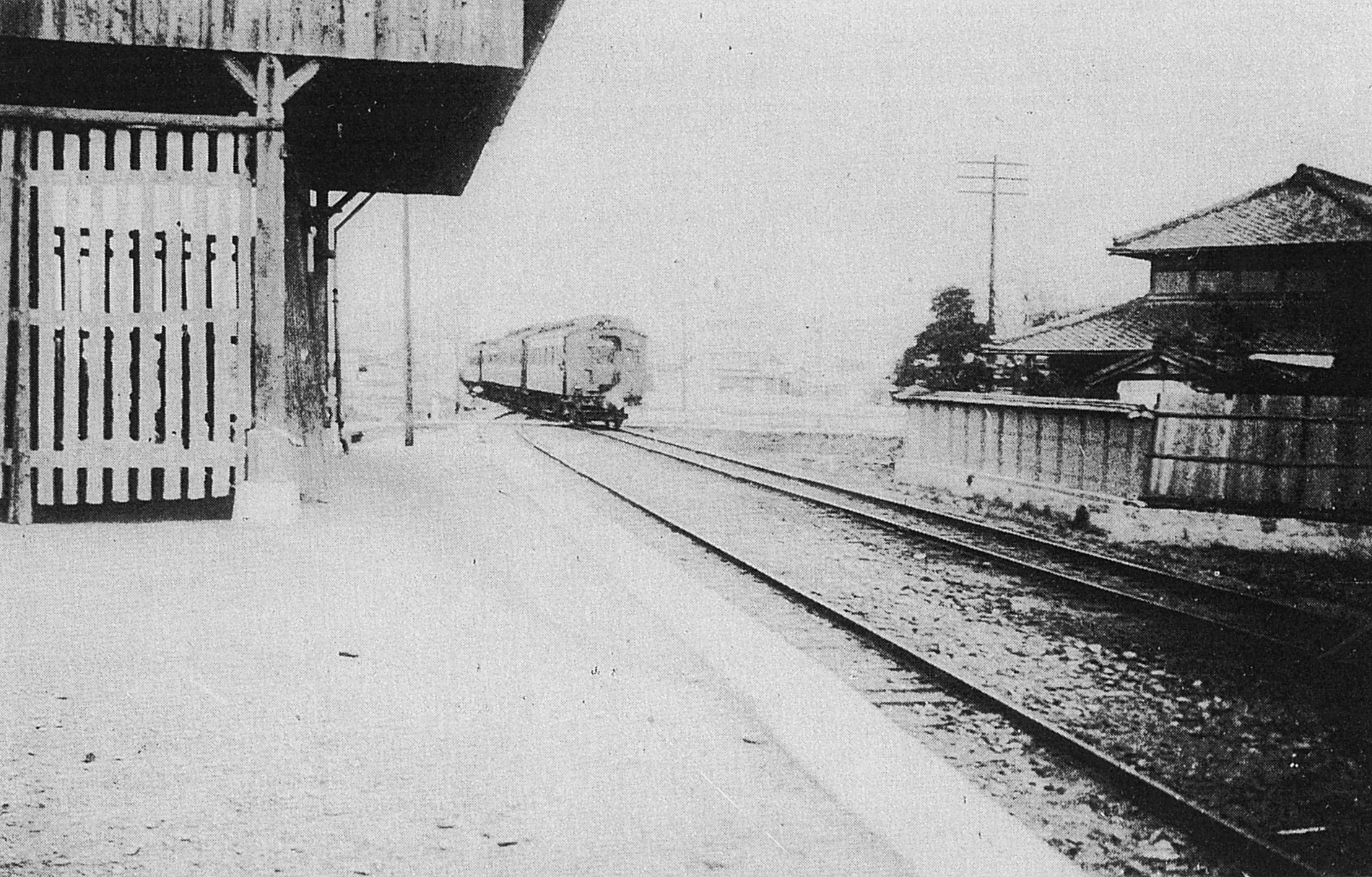
開業直後の伊予和気駅（1927年）

## 駅構造

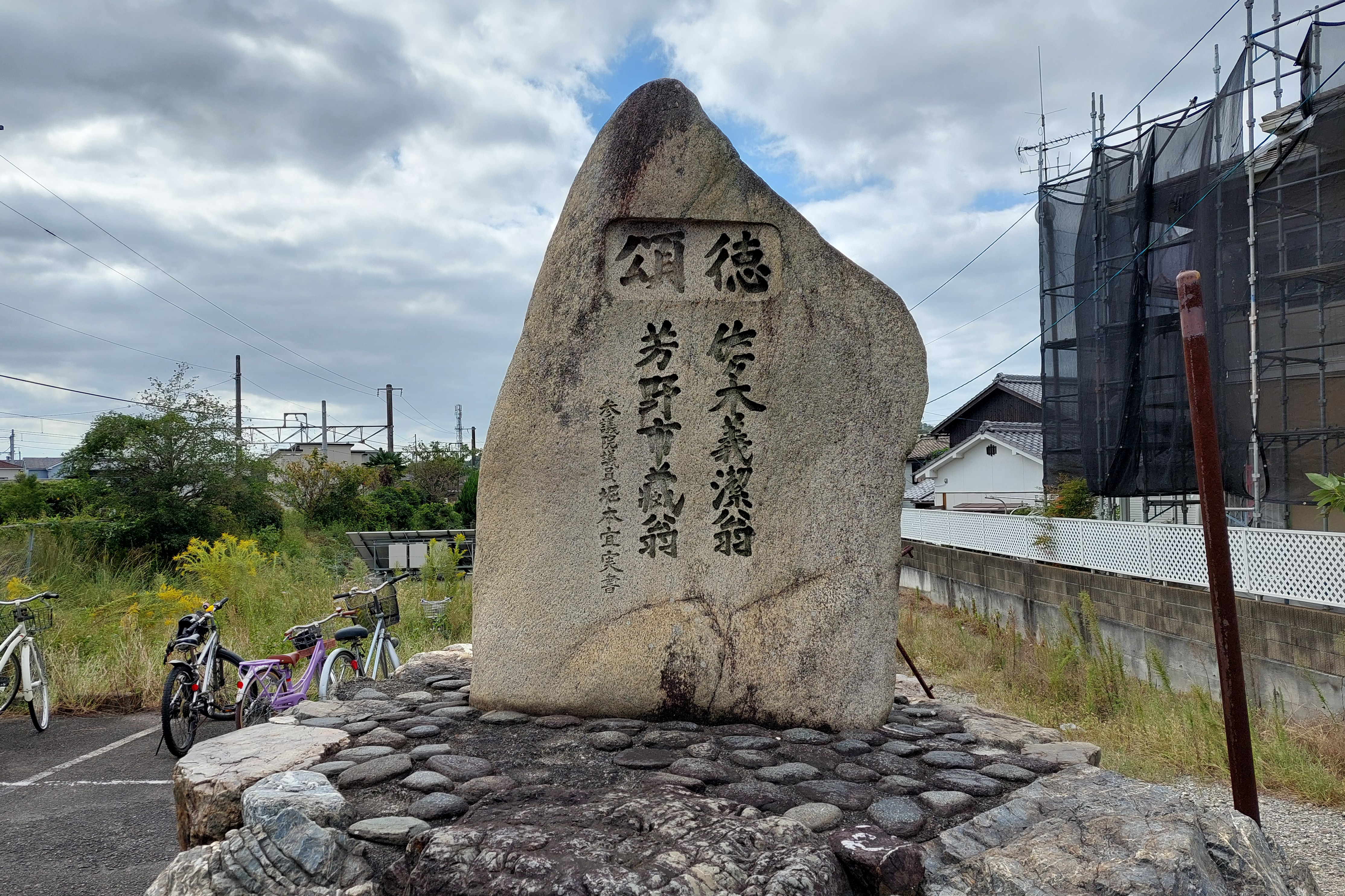
伊予和気駅の誘致に尽力した地元有力者の頌徳碑

相対式2面2線（一線スルー）のホームを有する地上駅。本屋側（1番線）が通過線（制限速度100km/h）となっている。停車列車も含め、上下線とも行違いがない場合は基本的に1番のりばを通行する。
無人駅だが、近距離用の自動券売機が設置されている。現駅舎完成時は駅舎内にJR四国直営の和食レストランが入居していたが、2018年1月よりお好み焼き店が入居している。

### のりば
| のりば | 路線    | 方向 | 行先                     |
| ------ | ------- | ---- | ------------------------ |
| 1・2   | ■予讃線 | 上り | 今治・伊予西条・高松方面 |
| 1・2   | ■予讃線 | 下り | 松山・伊予市方面         |

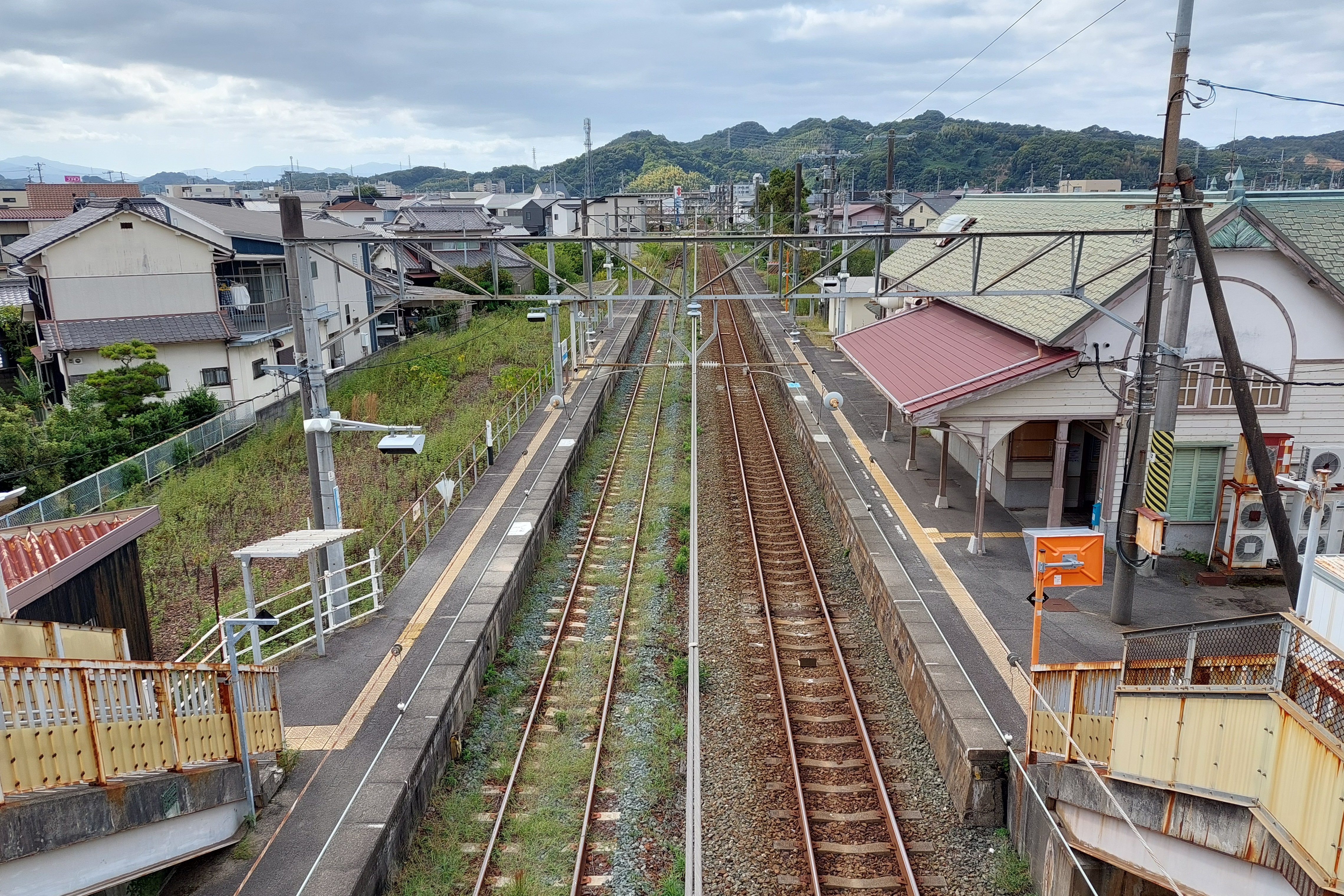
ホーム（2024年10月、跨線橋から）

## 駅周辺
- 松山市役所和気支所
- 松山市立和気小学校
- 愛媛県立松山聾学校（徒歩10分）
- 太山寺（四国八十八箇所 第52番札所 ）
- 円明寺（四国八十八箇所 第53番札所）
- 高音寺（伊予十三仏霊場 第11番札所）
- 勝岡八幡神社
- 佐古岡神社
- 四国電力松山太陽光発電所
- 愛媛県運転免許センター（駅前から伊予鉄バスで15分）
- 井関農機本社（かつては松山工場を結ぶ専用鉄道が存在した）

## 隣の駅
四国旅客鉄道（JR四国）
■予讃線
堀江駅 (Y52) - 伊予和気駅 (Y53) - 三津浜駅 (Y54)